# Константинов Юрій Іванович
Юрій Іванович Константинов (нар. 4 лютого 1950, Київ) — радянський і український журналіст та письменник-фантаст, Заслужений журналіст України (1986).

## Біографія
Юрій Константинов народився у Києві. Після закінчення київської школи № 13 навчався у Київському університеті на факультеті журналістики, та паралельно працював журналістом київської газети «Комсомольское знамя». Після закінчення у 1975 році університету продовжував працювати у газеті, паралельно співпрацював з іншими виданнями. Від 1975 року працював у різних молодіжних виданнях. У 1981 році Юрій Константинов став головним редактором «Комсомольского знамени». На цій посаді він працював до 1986 року, пізніше перейшов на партійну роботу, пізніше працював відповідальним секретарем журналу «Політика і час». Після проголошення незалежності України Юрій Константинов працював заступником головного редактора газети «Киевские новости». У липні 1999 року Константинов призначений помічником Президента України — керівником Прес-служби Президента України, пізніше переведений на посаду помічника Президента України — керівника Управління прес-служби Президента України, а з травня до листопада 2000 року працював на посаді керівника Управління прес-служби Президента України. У 2002 році Юрій Константинов став керівником прес-служби Державної податкової адміністрації України. Пізніше Юрій Константинов працював заступником головного редактора газети «Столичные новости».

## Літературна творчість
Юрій Константинов розпочав літературну творчість у 1980 році з публікації в журналі «Дніпро» оповідання «Подорожі для обраних», яке пізніше також опубліковане в щорічній збірці «Пригоди, подорожі, фантастика-80». Проте більшість творів Константинова публікувались російською мовою, а пізніше перекладались на українську мову. Зокрема, перші дві збірки письменника «Путешествия для избранных» і «Лицо Аэны» вийшли російською мовою у 1982 і 1985 роках, українською мовою уперше видана повість «Помилка Магістра» у 1987 році в перекладі з російської Олександра Тесленка. Російською мовою також вийшли друком збірки «Преследование» у 1988 році та «Оковы для Танатоса» в 2004 році. Більшість творів письменника паралельно публікувались в україномовній періодиці в перекладі українською мовою. Усього в доробку письменника 5 фантастичних повістей та 20 фантастичних оповідань. Збірка творів Юрія Константинова також перекладена чеською мовою, і вийшла друком у празькому видавництві «Lidové nakladatelství» в 1990 році під назвою «Tvář Aeny».

### Повісті
- 1983 — «Лицо Аэны»
- 1987 — «Помилка Магістра»
- 1988 — «Инкогнито» (укр. Інкогніто)
- 1990 — «Мессия-90» (укр. Месія-90)
- 1994 — «Кайдани для Танатоса»

### Оповідання
- 1980 — «Путешествия для избранных» (укр. Подорожі для обраних)
- 1980 — «Чудесный воздух Виктории» (укр. Перша легенда Вікторії)
- 1981 — «Большой дубль» (укр. Великий дубль)
- 1981 — «Диалог» (укр. Діалог)
- 1981 — «Не сотвори себе кумира» (укр. Не витвори собі кумира)
- 1982 — «Гонорар для победителя»
- 1982 — «Чудеса в Старом Кармелле»
- 1983 — «Последняя охота» (укр. Останнє полювання)
- 1984 — «Бесспорные доказательства»
- 1984 — «Загадка ореха Кракатук» (укр. Загадка горіха Кракатук)
- 1984 — «Случай с Карелиным»
- 1984 — «Смерть миссионера» (укр. Смерть місіонера)
- 1984 — «У таможни есть претензии» (укр. Митниця має претензії)
- 1985 — «Безграничные возможности» (укр. Безмежні можливості)
- 1985 — «Воительница» (укр. Войовниця)
- 1985 — «Всего лишь слухи» (укр. То лише поголос...)
- 1985 — «Заговор против взроков»
- 1987 — «Локальный тест» (укр. Локальний тест)
- 1987 — «Палач и дева» (укр. Кат і Діва)
- 1988 — «Преследование»

## Відзнаки
У 1987 році Юрію Константинову присвоєно звання Заслуженого журналіста України.
Юрій Константинов є лауреатом конкурсу «Незалежність» Київської міської спілки журналістів.